# Однополые браки в Испании
Однополые браки в Испании были узаконены 3 июля 2005 года. В результате парламентских выборов 2004 года правительство страны возглавил Хосе Луис Сапатеро, лидер социалистической партии, одним из ключевых моментов предвыборной программы которой являлась легализация браков однополых пар и их права на усыновление. После долгих дебатов в Парламенте закон был принят 30 июня, опубликован 2 июля и вступил в силу в воскресенье 3 июля 2005 года. Таким образом Испания стала третьей страной в мире после Нидерландов и Бельгии, где были узаконены однополые браки. 17 дней спустя аналогичный закон вступил в силу в Канаде.
Принятие этого законопроекта проходило с большими трудностями, несмотря на поддержку от 55 до 66 % населения. Громкий протест выразили приверженцы Римско-католической церкви, считавшие, что в результате принятия закона значение брака в глазах общественности упадёт. В ответ на это сторонники однополых браков призвали не жертвовать деньги церкви, а направлять средства в детские дома, больницы, хосписы. Другие общественные организации выражали опасения по поводу перспективы усыновления однополыми парами. На манифестации в пользу и против однополых браков собирались тысячи протестующих со всей страны. После одобрения закона парламентом консервативная Народная партия опротестовала его в Конституционном суде.
В течение года со дня вступления закона в силу около 4 500 однополых пар Испании связали себя узами брака. Вскоре правительство также приняло решение о предоставлении права на заключение брака между испанцами и гражданами других стран, каким бы ни был статус однополых отношений в их стране происхождения.

## История
Первая попытка заключения однополого брака в Испании была зафиксирована ещё в 1901 году.

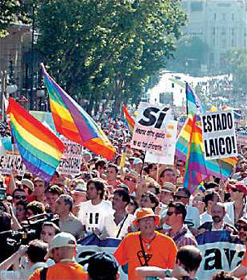
Гей-парад в поддержку легализации однополых браков в Испании

В период между концом 1990-х и началом 2000-х годов 12 из 17 автономных сообществ Испании стали официально регистрировать гражданские союзы: Каталония (c 1998), Арагон (c 1999), Наварра (2000), Валенсия (2001), Балеарские острова (2001), Мадрид (2001), Астурия (2002), Андалусия (2002), Эстремадура (2003), Страна Басков (2003), Канарские острова (2003), Кантабрия (2005). Однако такой вид правового признания носил в основном символический характер, давая весьма ограниченные права парам лиц любого пола, не состоящих в браке. Например, в те годы испанское законодательство разрешало усыновление одиноким лицам; таким образом, однополая пара де-факто могла принять на воспитание ребёнка, но в случае смерти юридического родителя у его партнёра право на опекунство отсутствовало. У отдельных провинций Испании не было возможности принять закон об однополых браках независимо от центра, поскольку, согласно Конституции страны, только государство может вносить изменения в семейный кодекс.
30 июня 2004 года министр юстиции Испании Хуан Фернандо Лопес Агилар объявил о том, что Конгресс депутатов предварительно одобрил план правительства предоставить право заключать брак однополым парам. Таким образом, было сдержано обещание, данное новоизбранным премьер-министром Хосе Луисом Сапатеро во время своей инаугурационной речи. Министр юстиции Агилар также выдвинул два законопроекта, предложенных каталонской партией «Конвергенция и Союз», предусматривающих легализацию как разнополых, так и однополых сожительств, а также разрешение на смену пола и имени транссексуалам без необходимости предварительного хирургического вмешательства.

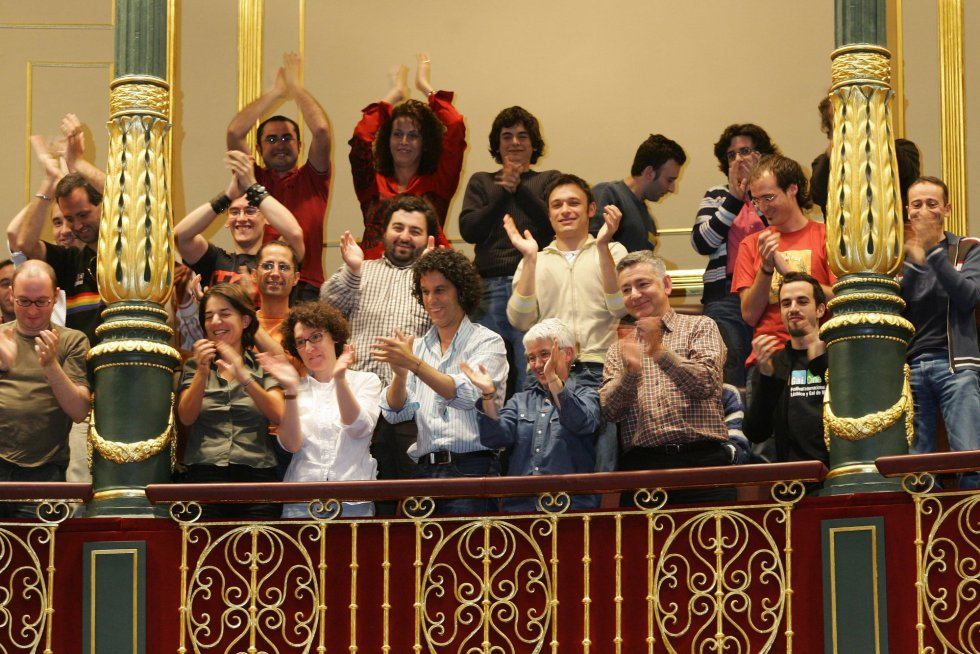
Ликование в Палате депутатов по поводу принятия закона о легализации однополых браков

Законопроект об однополых браках был одобрен кабинетом министров 1 октября 2004 года, далее он был направлен на рассмотрение в Парламент 31 декабря 2004 года и был принят Конгрессом депутатов 21 апреля 2005 года. Тем не менее, 22 июня 2005 г. законопроект был отклонён Сенатом, где большинство голосов принадлежало консервативной Народной партии, противящейся его принятию. Законопроект был возвращён в нижнюю палату, которая могла преодолеть вето Сената. 30 июня 2005 года депутатам Конгресса удалось это сделать: «за» законопроект было подано 187 голосов, «против» — 147, 4 — воздержались. Закон был опубликован 2 июля 2005 года и вступил в силу на следующий день. Таким образом Испания стала третьей страной в мире после Нидерландов и Бельгии, где был сделан подобный шаг.
Первыми однополыми партнёрами, связавшими себя узами брака, стали Карлос Батурин и Эмилио Менендес из пригорода Мадрида, а 11 дней спустя в Барселоне сходная церемония произошла между двумя женщинами.
Тем не менее, несмотря на уравнивание отношений гетеросексуальных и гомосексуальных пар, в законодательстве Испании оставался недостаток, а именно: если ребёнок рождался в паре двух лесбиянок, небиологическая мать не считалась родителем и ей приходилось проходить долгий и затратный путь усыновления. Такое право, однако, имелось в гетеросексуальных парах, где отчим имел право признать неродных детей своими без необходимости процедуры усыновления. 7 ноября 2006 года правительство внесло изменения в закон с целью исправить ситуацию и считать обеих женщин, состоящих в браке, законными родителями рождённого ребёнка.

## Реакция
Опрос, проведённый в апреле 2005 года Центром по Социологическим исследованиям правительства Испании обнаружил, что в обществе вопрос о легализации однополых браков поддержали 66 % респондентов. Согласно другому опросу, выполненному организацией Instituto Opina за день до прохождения законопроекта, его поддержали 62,1 % респондентов, а в поддержку разрешения усыновления однополыми парами высказались 49,1 % опрошенных. 9 месяцев спустя после принятия закона Instituto Opina в ходе опроса выявил, что 61 % опрошенных согласны с данным решением правительства.
Тем не менее, принятие закона было встречено с озабоченностью представителями Католической церкви, в том числе папой римским Иоанном Павлом II и его преемником Бенедиктом XVI, который предостерёг об умалении значения института брака в обществе. Кардинал Л. Трухильо, президент Понтификального совета по семейным вопросам, призывал католиков сплотиться в борьбе против принятия этого закона во всех сферах жизни страны, связанных с заключением однополых браков, даже под страхом потери работы. Активисты за права сексуальных меньшинств в ответ на это напомнили о том, что церковь, противопоставляющая себя гражданским бракам, не реагировала столь бурно на гражданский брак принца Филиппа с Летисией Ортис, который к тому же прошёл через развод после предыдущего гражданского брака. В итоге, несмотря на то, что 80 % испанцев разделяют католическую веру, церкви не удалось заручиться достаточной поддержкой для запрета законопроекта. Социологи объясняют это развитием свободомыслия в стране, а также развитием законодательства в сфере защиты прав и свобод граждан, и особенно там, где позиции церкви были всегда весомы, а именно в семейном законодательстве. Опрос общественного мнения показал, что около трёх четвертей испанцев полагают, что высшие иерархи католической церкви в своих представлениях весьма далеки от существующей реальности. Другим объяснением может служить тот факт, что влияние церкви на испанское общество значительно ослабло после смерти диктатора Франко в 1975 году.
В ответ на критику представителей церковных кругов, премьер-министр Испании Сапатеро сказал следующее:

Из того, что мы разрешаем двум людям одного пола заключить брак, не следует никакого вреда для семейных ценностей или ценностей брачных уз. Скорее наоборот, теперь эти граждане имеют возможность организовать свою жизнь в соответствии с семейными и брачными нормами и требованиями. В этом нет угрозы институту брака, скорее наоборот, этот закон оказывает поддержку браку и его ценностям.
Сознавая, что определённые сограждане и учреждения нашей страны глубоко не согласны с такими юридическими нововведениями, я бы хотел сказать, что, как и предыдущие изменения в семейном кодексе, они не направлены на плохой результат, а скорее на то, чтобы избежать бессмысленные страдания человеческих существ. Общество, которое борется со страданием своих граждан — лучшее общество.
В любом случае, я хочу выразить моё глубоко уважение тем людям и учреждениям, и я бы также хотел попросить об уважении всех тех, кто одобряет этот закон. Всем тем представителям сексуальных меньшинств, которые на протяжении многих лет терпели унижения и оскорбления, я прошу вас к той храбрости, которую вы проявили в борьбе за свои права, поставить рядом пример великодушия по отношению к людям с разным мнением.
— премьер-министр Испании Хосе Луис Сапатеро
19 июня 2005 года по инициативе Народной партии, испанских католических епископов, Форума испанской семьи (Foro Español de la Familia) в Мадриде состоялась демонстрация протеста, на которой собралось, по утверждению организаторов, полтора миллиона человек; правительственные источники заявляли о 166 тысячах. Две недели спустя в испанской столице прошёл гей-парад, на улицы вышли для выражения поддержки новому закону 2 млн человек, источники в полиции утверждают о 97 тысячах. Демонстрации за и против прошли в испанской столице во время, когда у власти стояла консервативная Народная партия.
В феврале 2011 года, отвечая в ходе телевизионного интервью на телеканале TVE на вопрос о лучшем и худшем, произошедшем за время его премьерства, Сапатеро отметил, что легализация в стране однополых браков является одним из его величайших достижений за два срока у власти.

## Именитые свадьбы

Процентное соотношение однополых браков от всех браков в Испании в 2008 году
0,127 – 0,060
0,060 – 0,040
0,040 – 0,020
0,020 – 0,013

Начиная с 2005 года, момента вступления в силу закона о однополых браках, представители всех слоёв испанского общества стали связывать себя подобными узами. В течение года со дня одобрения закона испанским монархом известный активист социалистической партии, член муниципального совета
Мадрида Педро Сероло вступил в брак с Хесусом Санто, а в марте 2005 года состоялся брак известного телеведущего Хесуса Васкеса с Роберто Кортесом.
В октябре 2005 года связали себя узами брака известный испанский судья, а позднее министр внутренних дел Испании Фернандо Гранде-Марласка и его партнёр Горка Гомес. В августе 2006 года Пепе Араухо, представитель муниципалитета города Оуренсе и член Народной партии, первоначально противившейся закону, вступил в брак с Нино Креспо.

## Статистические данные
По предварительным данным Национального института Испании по статистике (INE), по состоянию на конец 2009 года в Испании было заключено 16060 однополых браков: 1275 в 2005 году, 4574 в 2006 году, 3250 в 2007 году, 3549 в 2008 и 3412 в 2009.
| Год           | Мужские пары | Женские пары | Всего однополых браков | Всего браков | % однополых браков |
| ------------- | ------------ | ------------ | ---------------------- | ------------ | ------------------ |
| 2005 (с июля) | 923          | 352          | 1275                   | 120728       | 1,06               |
| 2006          | 3190         | 1384         | 4574                   | 211818       | 2,16               |
| 2007          | 2180         | 1070         | 3250                   | 203697       | 1,60               |
| 2008          | 2299         | 1250         | 3549                   | 196613       | 1,81               |
| 2009          | 2212         | 1200         | 3412                   | 177144       | 1,94               |
| 2010          | 1955         | 1238         | 3193                   | 170815       | 1,87               |
| 2011          | 2073         | 1467         | 3540                   | 163338       | 2,17               |
| 2012          | 1935         | 1520         | 3455                   | 168556       | 2,05               |
| 2013          | 1648         | 1423         | 3071                   | 156446       | 1,96               |
| 2014          | 1679         | 1596         | 3275                   | 162554       | 2,01               |
| 2015          | 1925         | 1813         | 3738                   | 168910       | 2,21               |
| 2016          | 2188         | 2132         | 4320                   | 175343       | 2,46               |
| 2017          | 2323         | 2314         | 4637                   | 173626       | 2,67               |
| 2018          | 2358         | 2512         | 4870                   | 167613       | 2,91               |

За 10 лет со времени вступления в силу закона об однополых браках 31610 однополых пар заключили брак, что составило 1,72 % от общего числа всех браков. Большинство браков (61,4 %) было заключено между двумя мужчинами. Первый развод произошёл в 2007 году. Из 28310 браков, заключённых в период между 2005 и 2013 годами, лишь 1858 (или 6,56 %) закончились разводом, разрывом или аннулированием. Хотя среди однополых пар разводов меньше, чем среди разнополых, число разводов растёт с каждым годом.
Большинство однополых браков 2009 года было заключено в Каталонии (895, что представляет 3,24 % от всех браков, заключённых в этой провинции за год), в Мадриде (547 в абсолютных числах и 2,77 % от всех браков), в Андалусии (455 — 1,35 %), в Валенсии (427 — 2,34 %) и на Канарских островах (224 − 3,70 %). В 2015 году большинство браков было заключено в Каталонии (799), Мадриде (726), Андалусии (575), Валенсии (471) и Канарских островах (265).